# Dōnotsura

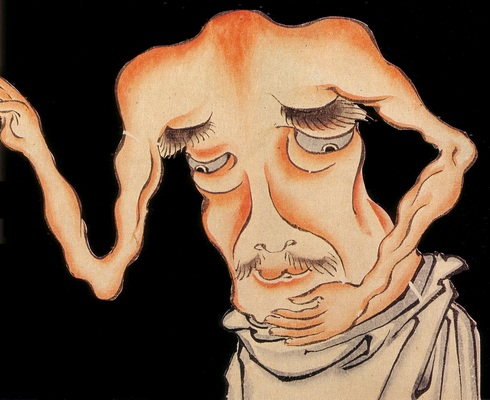
Dōnotsura dallo Hyakki yagyō emaki (1832).

Dōnotsura (胴面?, lett. "faccia di torso") è uno yōkai del folclore giapponese.

## Descrizione
Il corpo di Dōnotsura è molto simile a quello di un umano, tranne per il fatto che gli manca il collo e la testa. I suoi lineamenti facciali, estremamente pronunciati, sono ben visibili sul torso, proprio come suggerisce il nome.
Dōnotsura appare in vari yōkai emaki come ad esempio il Hyakki yagyō emaki (百鬼夜行絵巻?, Sfilata notturna dei cento demoni) di Oda Gōsumi (1832), ma emaki disegnati nel periodo Edo, ne compaiono solo il nome e l'illustrazione, senza testo esplicativo, quindi i dettagli sono sconosciuti. Uno yōkai simile può essere visto nell'"Hyaku monogatari-ka e emaki" sotto il nome "Akahadaka".
Creature con volti che coprono il petto o il ventre, come Xingtian, Blemmi e Kabandha, sono ampiamente diffuse in tutta l'Eurasia, comprese Cina, Europa e India. Sono raffigurate in tutto il mondo attraverso l'immaginazione di un popolo con tali caratteristiche che vive in una terra straniera lontana, e si pensa che questo disegno ne sia stato influenzato.